# Mayantoc
Mayantoc è una municipalità di terza classe delle Filippine, situata nella Provincia di Tarlac, nella Regione di Luzon Centrale.
Mayantoc è formata da 24 baranggay:
- Ambalingit
- Baybayaoas
- Bigbiga
- Binbinaca
- Calabtangan
- Caocaoayan
- Carabaoan
- Cubcub
- Gayonggayong
- Gossood
- Labney
- Mamonit

- Maniniog
- Mapandan
- Nambalan
- Pedro L. Quines
- Pitombayog
- Poblacion Norte
- Poblacion Sur
- Rotrottooc
- San Bartolome
- San Jose
- Taldiapan
- Tangcarang